# Franz Joseph Rudigier
Franz Joseph Rudigier (ur. 6 kwietnia 1811 w Purtenen, zm. 29 listopada 1884 w Linz) – austriacki duchowny katolicki, biskup diecezjalny Linz 1852-1884.

## Życiorys
Święcenia kapłańskie otrzymał 12 kwietnia 1835.
19 grudnia 1852 papież Grzegorz XVI mianował go biskupem diecezjalnym Linz. 5 czerwca 1853 z rąk kardynała Michele Viale-Prelà przyjął sakrę biskupią. Funkcję pełnił aż do swojej śmierci.